# Barylypa arenicola
Barylypa arenicola är en stekelart som beskrevs av Dasch 1984. Barylypa arenicola ingår i släktet Barylypa och familjen brokparasitsteklar. Inga underarter finns listade.